# آپا شرپا
آپا شرپا با نام اصلی لهاکپا تنزینگ شرپا (زادهٔ ۱۹۶۱) ملقب به «اَبَر شرپا» کوهنورد شرپای نپالی است که با ۲۱ بار صعود، رکورد بیشترین صعود به قلهٔ اورست را داشت. او در ۱۱ مهٔ ۲۰۱۱ بیست و یکمین صعود خود را به این قله انجام داد. اما رکوردار کنونی این صعودها کامی‌ریتا شرپا با ۲۷ صعود است.

## زندگی‌نامه
لهاکپا تنزینگ شرپا در اوایل دههٔ ۱۹۶۰ در دهکدهٔ تیم در منطقهٔ اورست، در نزدیکی مرز نپال با چین زاده شد. ۱۲ ساله بود که پدرش درگذشت و مسئولیت خانواده شامل مادر، دو خواهر و سه برادر کوچکتر بر دوش او افتاد. آرپا ترک تحصیل کرد و به‌عنوان باربر برای گروه‌های کوه‌پیمایی مشغول کار شد. آغاز صعودهای او در سال ۱۹۸۵ بود و او به عنوان باربر و کمک‌آشپز برای گروه‌های مختلف کار می‌کرد اما فرصت صعود به قله را تا سال ۱۹۹۰ نیافت.
آپا در سال ۱۹۸۸ با هم‌دهکده‌ای خود یانگجین ازدواج کرد و آن‌دو صاحب دو پسر و یک دختر شدند. آن‌ها سپس برای دست‌یابی به فرصت‌های شغلی و آموزش بهتر فرزندانشان با کمک دوست آپا به نام جری میکا به ایالات متحده آمریکا مهاجرت کردند و اینک در دریپر ایالت یوتا ساکنند.
در آوریل ۲۰۰۹ آپا بنیاد آپا شرپا را به منظور بهبود توسعهٔ اقتصادی و آموزشی در نپال بنیان نهاد. او همچنین در زمان‌هایی که صعود نمی‌کند برای شرکت Diamond Mold در سالت لیک سیتی که در زمینهٔ ماشین‌کاری و قالبگیری تزریقی فعال بوده و در عین حال حامی بنیاد آرپا نیز بوده‌است کار می‌کند.

## تاریخچه صعود
نخستین صعود آپا شرپا به قلهٔ اورست در چهارمین تلاشش و همراه با تیم کوهنوردی نیوزیلند به سرپرستی راب هال و همراه با پیتر هیلاری، پسر ادموند هیلاری در ۱۰ مهٔ ۱۹۹۰ رقم خورد. پس از آن آپا به عنوان سردار یا سرشرپا در بسیاری از کوهنوردی‌های در ارتفاعات بالا به کار خود ادامه داد و در فاصلهٔ سال‌های ۱۹۹۰ تا ۲۰۱۱ هر ساله به استثنای ۱۹۹۶ و ۲۰۰۱ به قلهٔ اورست صعود کرد.
او در ۲۱ مه ۲۰۰۹ همراه با تیمی به سرپرستی بیل برک برای نوزدهمین بار به بالای اورست رفت. هدف آنان آگاهی‌بخشی در زمینهٔ تغییر اقلیم بود و اعضای تیم با گذراندن نیم ساعت بر فراز اورست پرچمی را با نوشتهٔ "Stop Climate Change" به اهتزاز درآوردند. آن‌ها همچنین با خود ۵ تن زبالهٔ کوهستانی شامل قطعات هلی‌کوپتری سقوط‌کرده، قوطی‌های فلزی و اقلام کوهنوردی همچون نردبان، چادر و طناب‌های قدیمی را به پایین آوردند.
آپا شرپا در صعود خود در ۲۲ مهٔ ۲۰۱۰ عنوان داشت که صعود به اورست به دلیل ذوب یخ‌ها و بیرون‌آمدن سطوح صخره‌ها دشوار شده و او به وضوح شاهد دگرگونی قلهٔ اورست درنتیجهٔ گرم‌شدن زمین است.
آپا در ۱۱ مهٔ ۲۰۱۱ با شکستن رکورد قبلی خود برای ۲۱مین بار قلهٔ اورست را فتح نمود.